# Alejandro Zilli
Alejandro Zilli (San Justo, Santa Fe, 15 de mayo de 1982) es un entrenador de baloncesto argentino. Fue jugador profesional, actuando en las posiciones de pívot y ala-pívot. En la temporada 2006-07 fue reconocido como Revelación de la Liga Nacional de Básquet. También participó de varias ediciones del Campeonato Argentino de Básquet en representación de Entre Ríos, consagrándose campeón en 2005, 2008 y 2013.

## Trayectoria

### Clubes
| Club                  | País      | Año         |
| --------------------- | --------- | ----------- |
| Echagúe               | Argentina | 2001 - 2004 |
| Sionista              | Argentina | 2004 - 2008 |
| Libertad              | Argentina | 2008 - 2009 |
| Sionista              | Argentina | 2009 - 2014 |
| Estudiantes Concordia | Argentina | 2014 - 2015 |
| Instituto             | Argentina | 2015 - 2017 |
| Hispano Americano     | Argentina | 2017        |
| Salta Basket          | Argentina | 2017 - 2018 |
| Unión de Santa Fe     | Argentina | 2018 - 2019 |
| Echagúe               | Argentina | 2019 - 2020 |
| Paracao               | Argentina | 2021        |
| Olimpia de Paraná     | Argentina | 2022        |
| Paracao               | Argentina | 2022        |